# Det Jyske Ensemble
Det Jyske Ensemble var et kammerensemble, der blev oprettet i 1988. På daværende tidspunkt bestod ensemblet af en blæser kvintet og klaver; i 1998 udvidet med strygetrio.
I 2011 mistede ensemblet sin status som basisensemble, da Kunstrådets musikudvalg skønnede, at koncentrationen af basisensembler var for stor i det nordvestjyske område. Det lykkedes i en periode - takket være Viborg, Skive og Morsø Kommuner - at redde ensemblet, som atter reduceredes til den oprindelige størrelse, samtidig med at musikernes ansættelser ligeledes blev reduceret.
Trods Musikudvalgets beslutning spillede ensemblet videre for et endog meget stort publikum, og der var især fokus på den brede formidling af klassisk musik – herunder selvfølgelig skolekoncerter, som DJE leverede i stort antal.
I november 2012 var det imidlertid slut. Kommunerne kunne ikke alene løfte opgaven, og Det Jyske Ensemble måtte lukke.